# Hamburger Kammerkunstverein
Der Hamburger Kammerkunstverein e. V. ist eine Vereinigung von mehr als 30 Hamburger Musikern, Sängern und Schauspielern und ein Kompetenzzentrum für Kammermusik, Liedgesang und kleine Theaterformen. Der Verein wurde am 17. Juni 1999 gegründet und sitzt im sogenannten Oberhafenquartier am Oberhafen im in der Hamburger Hafencity
Der Verein residierte in den Anfangsjahren nach seiner Gründung in einem denkmalgeschützten Kaufmannshaus in der Deichstraße, einer der ältesten Straßen Hamburgs. Das Haus bot Raum für Proben, ein Büro, ein Gästecafé und Übernachtungsmöglichkeiten für Musiker. In den Jahren 2000/01 fanden dort 150 Kammerkonzerte, Lesungen und Feste statt. Nachdem das Haus verkauft worden war, hatte der Verein verschiedene Probenräume in Hamburg. Seit Oktober 2010 ist der Vereinssitz ein altes Bahngebäude im Hamburger Oberhafen. Der Verein hat es sich zur Aufgabe gemacht, neue Aufführungsformen für Kammermusik und Liedgesang zu finden. Dabei legt er besonderen Wert auf interdisziplinäre Projekte und ungewöhnliche Orte, die neue Zuhörerschichten ansprechen. Die Künstler des Hamburger Kammerkunstvereins stammen aus verschiedenen Orchestern und Ensembles. Die Streicher sind Stimmführer des Ensembles Resonanz, andere Musiker stammen aus verschiedenen Hamburger und Berliner Orchestern, unter anderen den Berlin Comedian Harmonists, dem Kammerensemble Neue Musik Berlin, dem Ensemble Mosaik und dem Ensemble Modern. Vorsitzender des Vereins, Pianist und künstlerischer Leiter des Ensembles ist Franck-Thomas Link, der den Hamburger Kammerkunstverein gemeinsam mit Ulrich Billstein gründete.
Der Hamburger Kammerkunstverein realisierte diverse Projekte, die über Stiftungen und die Kulturbehörde Hamburg Förderung und Anerkennung erfuhren und kooperierte in Konzertreihen mit Partnern wie der Hamburgischen Staatsoper, den Hamburger Symphonikern und der Handelskammer Hamburg. Der Hamburger Kammerkunstverein führt jährlich etwa 50 Veranstaltungen in und um Hamburg durch. Hierzu gehören seit mehr als zwanzig Jahren die kostenlosen Lunchkonzerte in den Börsenarkaden oder weiteren Orten. Diese Konzertreihe findet in Kooperation mit der Handelskammer Hamburg monatlich statt und steht unter dem Motto „Kammermusik für die Mittagspause“. Ein weiteres wiederkehrendes Angebot ist die Veranstaltungsreihe Feierabendkonzerte, in deren Rahmen einstündige Konzerte in der Halle 424 des Oberhafenquartiers stattfinden. Seit 2009 ist der Verein außerdem Veranstalter der Konzerte im Bürgersaal Wandsbek.
Von seiner Gründung im Jahr 1999 bis 2001 wurden in der Diele des denkmalgeschützten Kaufmannshauses in der Deichstraße, dem ersten Sitz des Vereins, mehr als 150 Konzerte und Lesungen veranstaltet. Bis 2009 hatte der Hamburger Kammerkunstverein dann an verschiedenen Orten in und um Hamburg schon mehr als 700 Veranstaltungen durchgeführt. Inzwischen sind es über 1.000 Veranstaltungen. Im August 2024 beging der Verein, der auch „Tante Kakufee“ genannt wird, feierlich sein fünfundzwanzigstes Jubiläum. Die Grußworte sprach der Senator der Hamburger Behörde für Kultur und Medien und Präsident des Deutschen Bühnenvereins Carsten Brosda, der den Verein bei dieser Gelegenheit als Hamburgensie bezeichnete.